# 문자의 옥
문자의 옥(文字-獄, 영어: literary inquisition)은 중국 역대 왕조에서 벌어졌던 숙청의 한 방식으로, 문서에 적힌 문자나 내용이 황제나 체제에 대한 은근한 비판을 담고 있다고 하여 해당 문서를 쓴 자를 벌하였다. 그리고 대부분은 억울하게 처벌받는 경우가 더 많았다.
문자의 옥의 대표적 사건으로 널리 알려진 것은 명태조 홍무제와 청(淸) 강희 · 옹정 · 건륭 시대에 집중적으로 나타난 필화 사건이다.

## 개요
중국의 역대 왕조에서는 문서를 작성하는데 한자를 사용하였고, 표의문자인 한자로 구성된 한문에서 동음이의자 등을 써서 은밀한 뜻을 드러내는 문장을 작성하는 것이 가능했다. 예로부터 이러한 한자의 특성을 살려, 실제 예언이나 체제 비판에 널리 사용되었다. 때문에 위정자에게 있어 불온분자를 적발하는 것에는 우선적으로 그가 쓴 문서를 거두어 들여서 그가 자신의 글 속에 무슨 뜻을 숨겨두었는지 찾는 것이 가장 먼저 수행되었다. 그러나 대부분의 경우는 필자가 의도하지 않는 뜻으로 임의로 짜맞춘 엉터리 증거들이었고, 이에 대한 우려와 비판을 담은 말이 문자의 옥이다.

### 명나라
문자의 옥이 중국 역사에서 가장 현저했던 사례는 명(明) 왕조에 들어서부터였다. 1368년에 명 왕조가 수립된 뒤, 홍무제(洪武帝)는 개국공신을 숙청하기 시작하였다. 명태조 주원장(홍무제)은 자신이 비천한 소작농의 아들로 태어나 배움이 짧고 탁발승을 하다가 홍건적에 들어가 비적질을 했던 과거를 매우 수치스럽게 생각했다. 심한 열등감에 사로잡혀 살았던 주원장은 문인들을 싫어했다. 때문에 많은 문인가 학자들이 글을 통해 「황제를 비방하고 있다」며 트집을 잡아 처벌을 명했다.
「하늘에 길이 있다」(天道)라는 말에서 「도」(道)를 「도」(盜)와 같은 발음으로 읽어 황제를 「천하에 도둑놈」이라고 비방한 것이라고 몰아세워 죽여버렸다. 「빛나는 하늘 아래 하늘이 성인을 내시어 세상을 위해 도리를 만드셨도다」(光天之下, 天生聖人, 爲世作則)라는 구절을 지어 황제를 칭송한 문인은 「빛」(光)이란 민머리가 빛나는 「승려」를 말하며 황제 자신이 한때 승려 생활을 했던 것을 조롱하는 것으로 몰아 죽였다. 「칙」(則)도 「적」(賊)과 같은 발음이라고 해서 황제를 「도적」으로 비방한 것으로 몰았다. 중국에서 춘절(春節)에 집집마다 뒤집힌 복(福)자를 문배로 써 붙이게 된 것도 홍무제 때의 문자의 옥의 사례로 꼽힌다.

### 청나라
이민족으로써 한족의 중국을 차지한 청 왕조는 특히 반청적 경향이 흐르고 있던 강남 향신층의 비판적 동향에 과민하였다. 청 왕조는 사소한 이유로 필화 사건을 일으켜 억압하였다. 그 시발은 강희 2년(1663년)의 장정롱 사건이었다. 옹정제 때인 옹정 6년(1728년) 강소 성에서 열린 향시에 감독관을 맡았던 한족 관료 사사정(査嗣庭)이 《시경》(詩経)의 「백성이 머물러 사는 곳」(維民所止)이라는 구절이 과거 시험 문제로 출제된 적이 있었는데, 이를 당시의 연호인 「옹정」 두 글자에서 「亠」과 「一」을 떼어내고서 「민소」(民所)라는 글자로 갈라놓았다는 것으로 곧 옹정제를 저주하는 글이라 하여, 관계자가 처벌된 사건도 있었다.
이밖에 옹정제 시대에는 청조를 이적이라 비판한 여유량 · 증정의 사건이 있고, 옹정제는 《대의각미록》(大義覺迷錄)을 저작하여 청조 지배의 정통성을 주장하였다.
건륭제 시대에 들어서면 탄압은 더욱더 가혹해져 《사고전서》(四庫全書)의 수집도, 그 목적의 일단은 내용의 검열에 있었다고 하며, 기휘(忌諱)에 저촉되어 금서로 전부 훼손된 것도 수천 부에 달하고, 일부분을 뽑아내어 태워진 것은 헤아릴 수가 없었다.

## 같이 보기
- 기휘
- 해서파관(海瑞罷官)

## 참고 자료
- 이 문서에는 다음커뮤니케이션(현 카카오)에서 GFDL 또는 CC-SA 라이선스로 배포한 글로벌 세계대백과사전의 내용을 기초로 작성된 글이 포함되어 있습니다.